# Ordynskoe
Ordynskoe (in lingua russa Opдынское) è una città situata nella Siberia meridionale, nell'Oblast' di Novosibirsk, in Russia. La città è il capoluogo amministrativo del distretto Ordynskij.